# أيفي جورج
أيفي جورج (بالإنجليزية: Ivy George)‏ هي ممثلة أمريكية، ولدت في 16 مايو 2007 في لوس أنجلوس في الولايات المتحدة.

## أعمال

### أفلام
- بريستون

## وصلات خارجية
- الموقع الرسمي
- أيفي جورج على موقع IMDb (الإنجليزية)
- أيفي جورج على موقع قاعدة بيانات الفيلم (الإنجليزية)